# Єжи Максимюк
Єжи Ян Максимюк (пол. Jerzy Jan Maksymiuk, нар. 9 квітня 1936) - польський диригент, композитор та піаніст.

## Біографія
Народився в м. Гродно. Навчався в Державній вищій музичній школі у Варшаві (на сьогодні Музичний університет Фридерика Шопена). Закінчив її по класу композиторів (під керівництвом Пьотра Перковського) в 1962 році, по класу піаніно у Єжи Лефельда в 1964 році та диригенство в класі Боґуслава Мадея в 1969 році.
В 1961 році став переможцем першого Загальнопольського конкурсу піаністів ім. Ігнація Яна Падеревського (нині Міжнародний конкурс ім. Ігнація Яна Падеревського). В 1973 році Максимюка нагороджено премією за композиторську діяльність для дітей та молоді.
В 1970-1972 роках був диригентом Великого театру в Варшаві. В 1972 році очолив колектив, що складався із членів Варшавської камерної опери, знаний з 1973 року як Польський камерний оркестр. В 1984 році оркестр змінив назву на Sinfonia Varsovia. Колектив функціонує при допомозі Фонду Sinfonia Varsovia та міста Варшава.
В 1973 році Максимюк почав роботу над створенням Симфонічного оркестру Польського радіо. В 1975 році диригував цим оркестром під час фінальних слухань Міжнародного конкурсу ім. Фридерика Шопена в Варшаві. В 1977 році отримав контракт на записання платівки в британській фірмі ЕМІ. В 1979 році виступив з Польським камерним оркестром у Карнегі-хол в Нью-Йорку. В 1981 році відбув із ним концерти в Японії, Австралії, Новій Зеландії, США та Німеччині. Записи цього оркестру під керівництвом Максимюка двічі були визнаними найкращими платівками року за версією журналу Gramophone.
В 1983-1993 роках керував Шотландським симфонічним оркестром BBC в Глазго. В 1990 році дебютував на концертах ВВС в Лондонському королівському Альберт-Холі мистецтв і наук. Почав співпрацювати із Національною оперою Англії, із котрою підготував прем'єри «Дон Жуана» Вольфганга Амадея Моцарта (1991) та «Кажана» Йоганна Штрауса (1993).
«Кажан» у виконанні Sinfonia Varsovia під його керівництвом була поставлена у січні 2005 року в Польському театрі у Варшаві за участю найкращих польських співаків. Ця постановка, котра відбулася завдяки коштам Сеймику Мазовецького воєводства, започаткувала діяльність оперети у Варшаві. Створений в квітні 2005 року як Мазовецький музичний театр оперети нині існує під назвою Мазовецький музичний театр ім. Яна Кєпури.
Максимюк виступав також із низкою інших оркестрів, включно із Лондонським симфонічним окрестром, Лондонським філармонічним оркестром, Національним оркестром Франції, Симфонічним оркестром Бірмінгема, оркестром «Філармонія» з Лондона,  Токійським столичним симфонічним оркестром, Ізраїльським камерним оркестром, Лос-Анжелеським камерним оркестром, камерним оркестром «Віртуози Львова» та ін.
Окрім того, Єжи Максимюк відомий як композитор. Поруч із низкою академічних музичних творів, він є автором музики до кількох польських фільмів 1970-х та 1980-х років.

## Відзнаки
- 1990 - почесний доктор Strathclyde University[en] в Глазго
- 1993 - лауреат премії журналу Gramophone за «The Confession of Isobel Gowdie» Джеймса Макміллана (ЕМІ)
- 1993 - почесний титул Conductor Laureate Шотландського симфонічного оркестру BBC
- 1995 - лауреат премії журналу Gramophone за ІІ та ІІІ Концерт для фортепіано з оркестром Миколи Метнера (Hyperion)
- 2000 - почесний громадянин м. Білосток
- 2005 - Золота медаль Заслужений Культурі Gloria Artis (Польща)
- 2011 - Золотий Фридерик від Польської фонографічної академії